# Liste des épisodes de The Closer : L.A. enquêtes prioritaires

Cette page présente la liste des épisodes de la série télévisée The Closer : L.A. enquêtes prioritaires.

## Première saison (2005)
Une femme seule
| Épisode | Titre                                          | Diffusion originale | Apparitions / Invités | #  |
| ------- | ---------------------------------------------- | ------------------- | --- | -- |
| 01      | L'Amour vache (Pilot)                          | 13 juin 2005        | Allison Smith, Clyde Kusatsu, John Livingston, John Rubinstein, Julius Tennon, John Prosky, Joanna Sanchez                                                                                      | 1  |
| 02      | Mise en beauté (About Face)                    | 20 juin 2005        | Brad Rowe, James Avery, Rachel Boston, Natalija Nogulich, William Snow, Jennifer O'Dell, Caryn E. Kaplan, Adam Lieberman                                                                        | 2  |
| 03      | Faux Alibis (The Big Picture)                  | 27 juin 2005        | Amy Hill, Stana Katic, Tom Irwin, Seth Gabel, Elya Baskin, Michael Woods, John Pyper-Ferguson, Brent Hinkley, Peter Haskell, Don McManus, Dean McDermott                                        | 3  |
| 04      | Le Tireur invisible (Show Yourself)            | 4 juillet 2005      | Amy Hill, Richard Roundtree, Christian Monzon, Conrade Gamble, Rosie Garcia, Germaine De Leon, Magaly Colimon                                                                                   | 4  |
| 05      | Dossiers confidentiels (Flashpoint)            | 11 juillet 2005     | John de Lancie, Danielle Savre, Robin Bartlett, Mark Feuerstein, Ned Bellamy, Larry Joshua, Amanda Carlin, Jake Sandvig (en), Michelle Ewin, Shishir Kurup, Heidi Heller, Ellen Bry, Sam Murphy | 5  |
| 06      | Petites annonces (Fantasy Date)                | 18 juillet 2005     | Meredith Baxter, Rick D. Wasserman, Patrick Renna, Donzaleigh Abernathy, Reynaldo Rosales, Graham Shiels, David Kaufman, Stephanie Nash, Randy Wayne, Cynthia Sophiea, Paul Ambrus              | 6  |
| 07      | Un enfant normal (You Are Here)                | 25 juillet 2005     | John Fleck, Holmes Osborne, Colleen Flynn, Bubba Lewis, Leigh Bush, Michael Worth, Cheryl Carter, Allen Cutler, John Dohle                                                                      | 7  |
| 08      | Crime haineux (Batter Up)                      | 1er août 2005       | Kerr Smith, James Avery, Joel Brooks, Robert Gant, Wilson Cruz, Conan McCarty, Hank Stratton, Bob Clendenin, Kiersten Lyons, J.R. Cacia, David Andriole, Azita Ghanizada                        | 8  |
| 09      | Une maison bien entretenue (Good Housekeeping) | 8 août 2005         | Jeffrey Nordling, Ryan Carnes, James Avery, Jo Anderson, Veronica Cartwright, Yvonne DeLarosa, Federico Dordei, Michael D. Weatherred, John Prosky, Ben Hernandez Bray                          | 9  |
| 10      | La Mort du majordome (The Butler Did It)       | 15 août 2005        | Stephen Tobolowsky, James Avery, Clive Revill, Thomas Ian Griffith, Katy Selverstone, Rick Ravanello, Douglas Sills, Samantha Quan                                                              | 10 |
| 11      | Vivre libre (L.A. Woman)                       | 22 août 2005        | Marina Sirtis, Jack Conley, Greg Rikaart, Ivar Brogger, Ethan Rains, Marsh Mokhtari | 11 |
| 12      | Erreur d'identification (Fatal Retraction)     | 29 août 2005        | Jason O'Mara, Lorraine Toussaint, James Avery, Jefferson Mays, Tim Griffin, Stephanie Childers, Larry Cedar, Sherri Olson (non créditée)                                                        | 12 |
| 13      | Meurtre en musique (Standards and Practices)   | 5 septembre 2005    | Dakin Matthews, Lorraine Toussaint, Jack Conley, Jamie Elman, Tony Plana, Mayte Garcia, Alanna Ubach, Joseph Bertót, Ricardo Chacon                                                             | 13 |

Les apparitions sont vérifiées en plus d'être créditées sur Internet Movie Database.

## Deuxième saison (2006)
Partenariats
| Épisode | Titre                                                     | Diffusion originale | Apparitions | #  |
| ------- | --------------------------------------------------------- | ------------------- | --- | -- |
| 01      | Enquête sous pression (Blue Blood)                        | 12 juin 2006        | Paul Dillon, Kevin Kilner, Gigi Rice, James Black, Braeden Lemasters, Eli Goodman, Charlene Amoia, Spike Silver, James Moses Black                                            | 14 |
| 02      | Menace sur le jury (Mom Duty)                             | 19 juin 2006        | Frances Sternhagen, Joe Spano, Mark Harelik, James Avery, Kim Myers, Joel McKinnon Miller, K Callan, Homie Doroodian, Lorna Scott, Nancy Renee, Holly Traister (non créditée) | 15 |
| 03      | La Guerre des gangs (Slippin')                            | 26 juin 2006        | Frances Sternhagen, John Lafayette, Vanessa Bell Calloway, Lovensky Jean-Baptiste, Kathleen Lancaster, Kendré Berry, Aaron Frazier, James Thomas Lee Knight                   | 16 |
| 04      | Un arrière-goût (Aftertaste)                              | 3 juillet 2006      | Paolo Seganti, John Billingsley, James Avery, Julie Wagner, Douglas Sills, François Giroday, Kate Fuglei, Paul Duke                                                           | 17 |
| 05      | Un cadavre disparaît (To Protect & To Serve)              | 10 juillet 2006     | Daniel Roebuck, Jeff Kober, Ken Davitian, Conan McCarty, Steven Flynn, Sarah Zimmerman, Robert Michael Lee                                                                    | 18 |
| 06      | Flou artistique (Out of Focus)                            | 17 juillet 2006     | Ray Wise, Eddie Jemison, Roland Kickinger, James Avery | 19 |
| 07      | Conduite à risques (Head Over Heels)                      | 24 juillet 2006     | Beth Broderick, Pamela Gidley, Sean Whalen, Kevin Dunn, James Avery | 20 |
| 08      | Entre deux eaux (Critical Missing)                        | 31 juillet 2006     | James Frain | 21 |
| 09      | Une question de vie ou de mort (Heroic Measures)          | 7 août 2006         | John Bennett Perry, Cameron Dye, Anthony Heald | 22 |
| 10      | L'Autre Femme (The Other Woman)                           | 14 août 2006        | Ray Wise, Raphael Sbarge, Concetta Tomei, James Handy | 23 |
| 11      | Meurtres sans cadavres (Borderline)                       | 21 août 2006        | Glenn Morshower, Lauren Tom | 24 |
| 12      | Rédemption (No Good Deed)                                 | 28 août 2006        | Tom Virtue, Hillary Tuck | 25 |
| 13      | Mafia Blues (Overkill)                                    | 4 septembre 2006    | Greg Ellis, Ken Garito, Michael O'Keefe | 26 |
| 14      | Sous le sceau du secret - Partie 1 (Serving the King (1)) | 4 décembre 2006     | William Daniels, Debra Mooney | 27 |
| 15      | Sous le sceau du secret - Partie 2 (Serving the King (2)) | 4 décembre 2006     | William Daniels, Debra Mooney, Joy Lauren | 28 |

Les apparitions sont vérifiées en plus d'être créditées sur Internet Movie Database.

## Troisième saison (2007)
Famille
| Épisode | Titre                                                                          | Diffusion originale | Apparitions                                                                                 | #  |
| ------- | ------------------------------------------------------------------------------ | ------------------- | ------------------------------------------------------------------------------------------- | -- |
| 01      | Double Tranchant (Homewrecker)                                                 | 18 juin 2007        | Kyle Gallner, Brando Eaton                                                                  | 29 |
| 02      | Au nom des siens (Grave Doubt)                                                 | 25 juin 2007        | Mark Rolston, Beverly Todd, David Zayas, James Avery                                        | 30 |
| 03      | Un cercueil pour deux (Saving Face)                                            | 2 juillet 2007      | Rachelle Lefèvre, John Fletcher, Robert Picardo, James Avery                                | 31 |
| 04      | Ruby (Ruby)                                                                    | 9 juillet 2007      |                                                                                             | 32 |
| 05      | Mort suspecte (The Round File)                                                 | 16 juillet 2007     | French Stewart, Kathryn Joosten, Nina Foch, Orson Bean                                      | 33 |
| 06      | Coup de chaleur (Dumb Luck)                                                    | 23 juillet 2007     | Lisa Arturo                                                                                 | 34 |
| 07      | Les Gangs de la haine (Four to Eight)                                          | 30 juillet 2007     | S. Epatha Merkerson, Francis Capra                                                          | 35 |
| 08      | Chasse à l'homme (Manhunt)                                                     | 6 août 2007         | S. Epatha Merkerson                                                                         | 36 |
| 09      | Un plat qui se mange froid (Blindsided)                                        | 13 août 2007        | Frances Sternhagen, Barry Corbin, Michelle Clunie                                           | 37 |
| 10      | Choc culturel (Culture Shock)                                                  | 20 août 2007        | S. Epatha Merkerson, Frances Sternhagen, Barry Corbin, John Wesley Shipp, George Kee Cheung | 38 |
| 11      | La Part des coyotes (Lover's Leap)                                             | 27 août 2007        | Sam Behrens                                                                                 | 39 |
| 12      | Jusqu'à ce que la mort nous sépare - Partie 1 ('Til Death Do Us Part (part 1)) | 3 septembre 2007    | Steven Culp                                                                                 | 40 |
| 13      | Jusqu'à ce que la mort nous sépare - Partie 2 ('Til Death Do Us Part (part 2)) | 10 septembre 2007   | Larry King, Steven Culp                                                                     | 41 |
| 14      | Les Liens du sang - Partie 1 (Next of Kin (part 1))                            | 3 décembre 2007     | French Stewart, Frances Sternhagen, Barry Corbin, Jeff Austin, Sterling Knight              | 42 |
| 15      | Les Liens du sang - Partie 2 (Next of Kin (part 2))                            | 3 décembre 2007     | Frances Sternhagen, Barry Corbin, Sterling Knight                                           | 43 |

## Quatrième saison (2008-2009)
Pouvoir
| Épisode | Titre                                               | Diffusion originale | Apparitions                                                        | #  |
| ------- | --------------------------------------------------- | ------------------- | ------------------------------------------------------------------ | -- |
| 01      | Contre feu (Controlled Burn)                        | 14 juillet 2008     | Jason O'Mara, Brian Krause                                         | 44 |
| 02      | Liberté fatale (Speed Bump)                         | 21 juillet 2008     | Paul Michael Glaser, Amy Aquino, Wendy Phillips                    | 45 |
| 03      | Réduite au silence (Cherry Bomb)                    | 28 juillet 2008     | Andrea Bowen, Daniel Baldwin, Marshall Allman                      | 46 |
| 04      | Zoom sur un mort (Live Wire)                        | 4 août 2008         |                                                                    | 47 |
| 05      | La Blonde et le Tueur à gages (Dial M for Provenza) | 11 août 2008        | Jennifer Coolidge                                                  | 48 |
| 06      | Un enfant enragé (Problem Child)                    | 18 août 2008        | Daryl Sabara, Vanessa Marano                                       | 49 |
| 07      | Mort subite (Sudden Death)                          | 25 août 2008        | Walter Pérez                                                       | 50 |
| 08      | Dernière coupe (Split Ends)                         | 1er septembre 2008  | Frances Sternhagen, Barry Corbin                                   | 51 |
| 09      | Si près de l'enfer (Tijuana Brass)                  | 8 septembre 2008    | Alejandro Cardenas, Silas Weir Mitchell                            | 52 |
| 10      | Bombe à retardement (Time Bomb)                     | 15 septembre 2008   |                                                                    | 53 |
| 11      | De bonne foi (Good Faith)                           | 26 janvier 2009     | Frances Sternhagen, Barry Corbin, Melinda Page Hamilton, Amy Pietz | 54 |
| 12      | Les diamants sont infidèles (Junk in the Trunk)     | 2 février 2009      | Frances Sternhagen, Barry Corbin                                   | 55 |
| 13      | Une défense imparable (Power of Attorney)           | 9 février 2009      | Billy Burke, Brianna Brown                                         | 56 |
| 14      | La Ligne du destin (Fate Line)                      | 16 février 2009     | Amy Sedaris                                                        | 57 |
| 15      | Double Aveugle (Double Blind)                       | 23 février 2009     | Amy Sedaris, Frances Sternhagen, Barry Corbin                      | 58 |

## Cinquième saison (2009)
Changements
| Épisode | Titre                                           | Diffusion originale | Apparitions                                                    | #  |
| ------- | ----------------------------------------------- | ------------------- | -------------------------------------------------------------- | -- |
| 01      | Au nom de la famille (Products of Discovery)    | 8 juin 2009         | Lee Tergesen                                                   | 59 |
| 02      | Le Prix du sang (Blood Money)                   | 15 juin 2009        | Miguel Sandoval, Debra Monk, Mercedes Masohn                   | 60 |
| 03      | Ruban rouge (Red Tape)                          | 22 juin 2009        | Mary McDonnell, Ed O'Ross                                      | 61 |
| 04      | Comme chien et chat (Walking Back the Cat)      | 29 juin 2009        | Jack Blessing, David Hewlett, Barrett Foa                      | 62 |
| 05      | Le Sens de la mort (Half Load)                  | 6 juillet 2009      | Mark Rolston, Don Franklin, Jose Pablo Cantillo                | 63 |
| 06      | Éliminatoires (Tapped Out)                      | 13 juillet 2009     | Brian Avers                                                    | 64 |
| 07      | Morts en service (Strike Three)                 | 20 juillet 2009     | Mary McDonnell, Richard Tyson                                  | 65 |
| 08      | Affaires classées (Elysian Fields)              | 27 juillet 2009     | Tom Skerritt                                                   | 66 |
| 09      | Médecine parallèle (Identity Theft)             | 3 août 2009         | Sosie Bacon, Frances Sternhagen, Bruce Davison, Cynthia Watros | 67 |
| 10      | Comme une odeur de meurtre (Smells Like Murder) | 10 août 2009        | Sosie Bacon, Scottie Thompson                                  | 68 |
| 11      | L'Instinct maternel (Maternal Instincts)        | 17 août 2009        | Sosie Bacon, Inbar Lavi                                        | 69 |
| 12      | Refus d'extradition (Waivers of Extradition)    | 24 août 2009        | Sosie Bacon, Barry Corbin, Xander Berkeley                     | 70 |
| 13      | Perpétuité (The Life)                           | 7 décembre 2009     |                                                                | 71 |
| 14      | Soins à domicile (Make Over)                    | 14 décembre 2009    | Beau Bridges, Roxanne Hart                                     | 72 |
| 15      | Le cadavre a ses secrets (Dead Man's Hand)      | 21 décembre 2009    | Mary McDonnell, Brooke Langton                                 | 73 |

## Sixième saison (2010-2011)
Attirances
| Épisode | Titre                                           | Diffusion originale | Apparitions                                              | #  |
| ------- | ----------------------------------------------- | ------------------- | -------------------------------------------------------- | -- |
| 01      | Voir les étoiles et mourir (The Big Bang)       | 12 juillet 2010     | Currie Graham, Natasha Gregson Wagner, David Burke       | 74 |
| 02      | Cherche nourrice (Help Wanted)                  | 19 juillet 2010     | Mary McDonnell, Titus Welliver, D. W. Moffett            | 75 |
| 03      | Garde rapprochée (In Custody)                   | 26 juillet 2010     | Kay Lenz, Geoffrey Arend                                 | 76 |
| 04      | En transit (Layover)                            | 2 août 2010         | Kyle Secor, Shashawnee Hall                              | 77 |
| 05      | Attrape-cœur (Heart Attack)                     | 9 août 2010         | Bruno Campos, Merrin Dungey                              | 78 |
| 06      | Justice fulgurante (Off the Hook)               | 16 août 2010        | Jon Seda                                                 | 79 |
| 07      | Le Cerveau (Jump the Gun)                       | 23 août 2010        |                                                          | 80 |
| 08      | Zone de guerre (War Zone)                       | 30 août 2010        | Gary Cole                                                | 81 |
| 09      | La Dernière Femme en lice (Last Woman Standing) | 6 septembre 2010    | Mary McDonnell, Monica Keena                             | 82 |
| 10      | La Folie des grandeurs (Executive Order)        | 13 septembre 2010   | Courtney B. Vance                                        | 83 |
| 11      | Vieille rancune (Old Money)                     | 6 décembre 2010     | Mary McDonnell, Peter Paige                              | 84 |
| 12      | Tueur en herbe (High Crimes)                    | 13 décembre 2010    | Courtney B. Vance, Ethan Erickson, Tim Guinee, Aaron Yoo | 85 |
| 13      | La Preuve vivante (1/2) (Living Proof (1))      | 20 décembre 2010    | Mary McDonnell, Frances Sternhagen, Barry Corbin         | 86 |
| 14      | La Preuve vivante (2/2) (Living Proof (2))      | 27 décembre 2010    | Mary McDonnell, Frances Sternhagen, Barry Corbin         | 87 |
| 15      | Le Vrai Responsable (An Ugly Game)              | 3 janvier 2011      | Greg Vaughan                                             | 88 |

## Septième saison (2011-2012)
Amour et pertes
| Épisode | Titre                                                                   | Diffusion originale | Apparitions                                        | #   |
| ------- | ----------------------------------------------------------------------- | ------------------- | -------------------------------------------------- | --- |
| 01      | Gansta Rap (Unknown Trouble)                                            | 11 juillet 2011     | Mary McDonnell, Courtney B. Vance, Rockmond Dunbar | 89  |
| 02      | Un travail d'amateur (Repeat Offender)                                  | 18 juillet 2011     | Mary McDonnell, James Shanklin                     | 90  |
| 03      | Pour quelques dollars (To Serve With Love)                              | 25 juillet 2011     | Adam Arkin                                         | 91  |
| 04      | Conflit parental (Under Control)                                        | 1er août 2011       | Mary McDonnell                                     | 92  |
| 05      | Pardonnez-nous nos offenses (Forgive Us Our Trespasses)                 | 8 août 2011         | A venir...                                         | 93  |
| 06      | Travaux de rénovation (Home Improvement)                                | 15 août 2011        |                                                    | 94  |
| 07      | Perdue de vue (A Family Affair)                                         | 22 août 2011        |                                                    | 95  |
| 08      | Le Baiser de la mort (Death Warrant)                                    | 29 août 2011        |                                                    | 96  |
| 09      | Daddy dis oui (Star Turn)                                               | 5 septembre 2011    |                                                    | 97  |
| 10      | Enquête en solo (Fresh Pursuit)                                         | 12 septembre 2011   |                                                    | 98  |
| 11      | Un mal nécessaire (Necessary Evil)                                      | 28 novembre 2011    |                                                    | 99  |
| 12      | Qui veut la peau du père du Noël ? (You Have The Right To Remain Jolly) | 5 décembre 2011     | Christine Woods                                    | 100 |
| 13      | Sous surveillance (Relative Matters)                                    | 12 décembre 2011    |                                                    | 101 |
| 14      | Délit de fuite (Road Block)                                             | 19 décembre 2011    |                                                    | 102 |
| 15      | La Règle de Johnson (Silent Partner)                                    | 26 décembre 2011    |                                                    | 103 |
| 16      | Intime conviction (Hostile Witness)                                     | 9 juillet 2012      | Billy Burke                                        | 104 |
| 17      | Un chien, deux aigles, trois témoins (Fool's Gold)                      | 16 juillet 2012     |                                                    | 105 |
| 18      | Effets secondaires (Drug Fiend)                                         | 23 juillet 2012     |                                                    | 106 |
| 19      | Derniers sacrements (Last Rites)                                        | 30 juillet 2012     |                                                    | 107 |
| 20      | Réponses armées (Armed Response)                                        | 6 août 2012         |                                                    | 108 |
| 21      | Le Dernier Mot (The Last Word)                                          | 13 août 2012        | Billy Burke                                        | 109 |

## Cotes d'écoutes aux États-Unis
Pour la saison 1 :
- L'Amour vache : 7,03 million
- Meurtre en musique : 6,39 million

Pour la saison 2 :
- Enquête sous pression : 8,28 million
- Mafia Blues : 7,6 million

Pour la saison 3 :
- Double tranchant : 8,81 million
- Jusqu'à ce que la mort nous sépare (Partie 2) : 9,21 million

Pour la saison 4 :
- Contre feu : 7,81 million
- Liberté fatale : 7,058 million
- Bombe à retardement : 7,63 million
- Les diamants sont infidèles : 6,243 million

Pour la saison 5 :
- Au nom de la famille : 7,14 million
- Le Prix du sang : 6,469 million
- L'Instinct maternel : 7,313 million
- Refus d'extradition : 7,40 million
- Perpétuité : 6,2 million
- Soins à domicile : 5,4 million

Pour la saison 6 :
- Voir les étoiles et mourir : 7,660 million
- Cherche nourrice : 6,972 million
- Garde rapprochée : 6,751 million
- En transit : 6,942 million
- Attrape-cœur : 7,215 million
- Justice fulgurante : 6,818 million
- Le Cerveau : 7,045 million
- Zone de guerre : 7,607 million
- La Dernière Femme en lice : 7,917 million
- La Folie des grandeurs : 7,209 million
- Vieille rancune : 5,817 million
- Tueur en herbe : 5,456 million
- La Preuve vivante (1/2) : 5,40 million
- La Preuve vivante (2/2) : 6,514 million
- Le Vrai Responsable : 6,626 million

Pour la saison 7 :
- Unknown Trouble : 7,227 million
- Repeat Offender : 6,470 million
- To Serve With Love : 6,150 million
- Under Control : 6,553 million
- Forgive Us Our Trespasses : 6,502 million
- Home Improvement : 6,725 million
- A Family Affair :